# Clube Atlético Matogrossense
El Clube Atlético Matogrossense fue un equipo de fútbol de Brasil que jugó en el Campeonato Matogrossense, la primera división del estado de Mato Grosso, del cual fue uno de sus equipos fundadores.

## Historia
Fue fundado en el año 1943 en el municipio de Cuiabá, capital del estado de Mato Grosso por el contador Ivan Paes de Barros identificado como un equipo representante de la clase alta del municipio. Un año después se convierte en uno de los equipos fundadores de manera oficial del Campeonato Matogrossense, logrando ser campeón estatal por primera vez en 1946.
Los mejores años del club llegaron en los años 1950, periodo en el cual fue campeón estatal en cuatro ocasiones entre 1950 y 1957, con lo que era considerado como la sensación del estado de Mato Grosso, consolidándose dentro del estado entre los años 1950 y años 1960.
Posteriormente el club deja de ganar títulos primero por la profesionalización del Campeonato Matogrossense en 1967, y luego de la separación del estado y el estado de Mato Grosso del Sur en 1979 el club solo pasa a ser una participante más dentro del Campeonato Matogrossense, en el que participa hasta la temporada de 1987 donde terminó en último lugar entre ocho equipos en donde perdió 12 de los 14 partidos que jugó, desapareciendo dos años después en la segunda división estatal.

## Palmarés
- Campeonato Matogrossense (5): 1946, 1950, 1955, 1956,  1957

## Jugadores

### Jugadores destacados
- Traçaia[12]